# Ferrero
Ferrero SpA er en italiensk producent af chokolade og andre konfektprodukter. Selskabet blev grundlagt af konditoren Pietro Ferrero i 1946 og har sit hovedkontor i Alba i Italien. Sønnen Michele Ferrero kom med i firmaet i 1949 og var med til at drive virksomheden frem.
Ferrero Rocher har over 32.000 ansatte og er fortsat i Ferrero-familiens eje.

## Produkter i udvalg
- Ferrero Rocher
- Kinderæg
- Mælkesnitte
- Nutella
- Tic Tac[1][2][3]
- Duplo